# Gilberto (1937–2000)
Gilberto, właśc. Gilberto Garcia de Andrade (ur. 9 listopada 1937 w Porto Alegre, zm. 9 października 2000) − piłkarz brazylijski, występujący na pozycji napastnika.

## Kariera klubowa
Gilberto występował w klubie Aimoré São Leopoldo.

## Kariera reprezentacyjna
W reprezentacji Brazylii Gilberto zadebiutował 6 marca 1960 w zremisowanym 2-2 meczu z reprezentacją Meksyku podczas Mistrzostw Panamerykańskich, na których Brazylia zajęła drugie miejsce. Był to udany debiut, gdyż Gilberto w 63 min. meczu strzelił drugą bramkę dla Brazylii. Na turnieju w Kostaryce wystąpił jeszcze w meczu Argentyną, który był jego ostatnim meczem w reprezentacji.